# Roman-Koch
Le Roman-Koch (ukrainien : Роман Кош, tatar de Crimée : Roman Qoş, grec ancien : Τρέξιμο τών Ῥωμαίων la « montée des Romains ») est le plus haut sommet des monts de Crimée, avec 1 545 mètres d'altitude ; son nom rappelle l'ancienne préfecture romaine d'Orient de Cherson. Cet espace naturel est protégé par la réserve naturelle de Crimée.